# 普雷西尼莱潘
普雷西尼莱潘（法語：Pressigny-les-Pins，法語發音：[pʁɛsiɲi le pɛ̃]）是法国卢瓦雷省的一个市镇，位于该省东部，属于蒙塔日区。

## 地理
普雷西尼莱潘（47°52'52"N, 2°45'4"E）面积11.91 平方千米，位于法国中央-卢瓦尔河谷大区卢瓦雷省，该省份为法国中北部省份，北起埃松省，西北接厄尔-卢瓦省，西南接卢瓦-谢尔省，南至涅夫勒省和谢尔省，东临约讷省，东北接塞纳-马恩省。
与普雷西尼莱潘接壤的市镇（或旧市镇、城区）包括：科尔特拉、蒙布伊、蒙克雷松、韦尼松河畔诺让、乌祖埃德尚、索尔泰尔。
普雷西尼莱潘的时区为UTC+01:00、UTC+02:00（夏令时）。

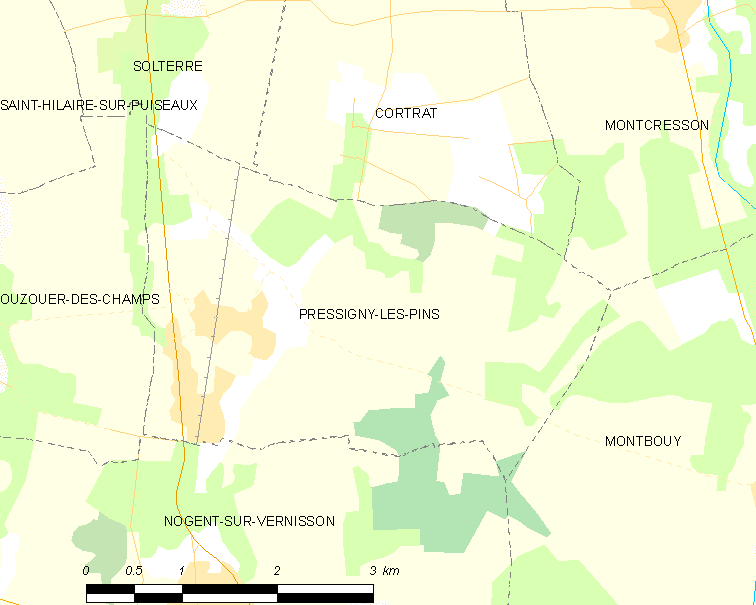
普雷西尼莱潘的OSM定位图

## 行政
普雷西尼莱潘的邮政编码为45290，INSEE市镇编码为45257。

## 政治
普雷西尼莱潘所属的省级选区为洛里斯县。

## 人口

1962-2008年间普雷西尼莱潘人口变化图示

普雷西尼莱潘于2022年1月1日时的人口数量为530人。